# Vranići
Vranići är en ort i Bosnien och Hercegovina.   Den ligger i entiteten Federationen Bosnien och Hercegovina, i den sydöstra delen av landet, 50 km sydost om huvudstaden Sarajevo. Vranići ligger 434 meter över havet och antalet invånare är 119.
Terrängen runt Vranići är huvudsakligen kuperad. Vranići ligger nere i en dal. Närmaste större samhälle är Goražde, 7,1 km nordost om Vranići. 
I omgivningarna runt Vranići växer i huvudsak lövfällande lövskog. Runt Vranići är det ganska tätbefolkat, med 67 invånare per kvadratkilometer.